# Prevršac vára
Prevršac vára (horvátul: Stari grad Prevršac), vár Horvátországban, Prevršac település határában.

## Fekvése
A falu felett délre, a Prevršac-patak völgye fölé emelkedő magaslaton találhatók maradványai.

## Története
Prevršac várának építése 1470 körül kezdődött a település felett, melynek első írásos említése 1487-ben történt „possessio Prekowaraya” alakban. A vár helyén korábban Završki ódon, fából épített erőssége állt az egykori hűbérúr kúriájával. Mellette állt szolgálófaluja a középkori Završje, egykor jelentős település műhelyekkel, kereskedőkkel, fegyverraktárral, melynek régészeti feltárása még nem történt meg. Prevršac várát 1509-ben említik először egy Zrínyi III. Miklós és Karlovich János korbáviai gróf közötti örökösödési szerződés alkalmával, melyet az 1493-as tragikus véget ért korbávmezei csata akkorra már világossá vált következményei miatt kötöttek. A térséget ért török támadások ereje a 16. század közepén tovább fokozódott. A közeli Kostajnica már 1556-ban elesett, majd az 1577-es és 1578-as évek nagy harcaiban az egész térség török kézre került. A várak sorsáról a korabeli források eltérően tudósítanak. Az egyik szerint 1578-ban a török Zrint, Komogovinát és Pervšacot is lerombolta, míg mások szerint néhány várat, (köztük Prevršacot) maguk a Zrínyiek romboltak le, amikor látták a török túlerővel szemben nem tudják megvédeni őket.

## A vár mai állapota
Prevršac várának romjai a falutól délnyugatra emelkedő erdős magaslaton találhatók. A vár szabálytalan trapéz alaprajzú, melynek hosszabbik párhuzamos oldala mintegy 30, rövidebbik pedig 18 méter. A kis méretű várak közé tartozott. Története során többször átépítették, illetve bővítették, melyet a másik Zrínyi várhoz Gvozdanszkóhoz hasonlóan gyakran tapasztalt itáliai mesterek irányítottak. Ez magyarázza a két vár közötti hasonlóságokat. Védelmi rendszerének alapja klasszikus vár, egyenes falszakaszokkal, megerősítve kerek, félköríves és szögletes tornyokkal, melyek elősegítették a korabeli ostromeszközök elleni hatékony védelmet. Falai az erdős magaslat tetején helyenként ma is emeletnyi magasságban állnak.